# Nowyj Mir (obwód kurski)
Nowyj Mir (ros. Новый Мир) – wieś (ros. село, trb. sieło) w zachodniej Rosji, w sielsowiecie sielekcyonnym rejonu lgowskiego w obwodzie kurskim.

## Geografia
Miejscowość położona jest nad Rieczicą (lewy dopływ Sejmu), 2,5 km od centrum administracyjnego sielsowietu (Sielekcyonnyj), 9 km na południowy zachód od centrum administracyjnego rejonu (Lgow), 74 km na południowy zachód od Kurska, przy drodze regionalnego znaczenia 38K-017 (Kursk – Lgow – Rylsk – granica z Ukrainą) – część trasy europejskiej E38.
We wsi znajduje się 57 posesji.
Klimat
Miejscowość, jak i cały rejon, znajduje się w strefie klimatu kontynentalnego z łagodnym ciepłym latem i równomiernie rozłożonymi opadami rocznymi (Dfb w klasyfikacji klimatów Köppena).

## Demografia
W 2010 r. wieś zamieszkiwało 70 osób.